# Патрик Віммер
Патрик Віммер (нім. Patrick Wimmer, нар. 30 травня 2001, Тульн-ан-дер-Донау, Австрія) — австрійський футболіст, вінгер німецького клубу «Вольфсбург» та національної збірної Австрії.

## Ігрова кар'єра

### Клубна
Свою кар'єру Патрик Віммер починав, граючи в молодіжній команді столичного клубу «Аустрія». У грудні 2019 року у матчі проти «Рапіда» Віммер дебютував в основі у турнірі австрійської Бундесліги.
Відігравши в «Аустрії» два сезони, футболіст перейшов до стану німецького клубу «Армінія» з Білефельда. За результатами того сезону «Армінія» посіла в Бундеслізі передостаннє місце і вилетіла до Другої Бундесліги, а сам Віммер перейшов до клубу «Вольфсбург», з яким підписав трирічний контракт.

### Збірна
У червні 2022 року у матчі проти команди Данії у рамках турніру Ліги націй Патрик Віммер дебютував у складі національної збірної Австрії.